# Сахно, Василий Григорьевич
Василий Григорьевич Сахно (1864 — ?) — крестьянин, депутат Государственной думы II созыва от Киевской губернии.

## Биография

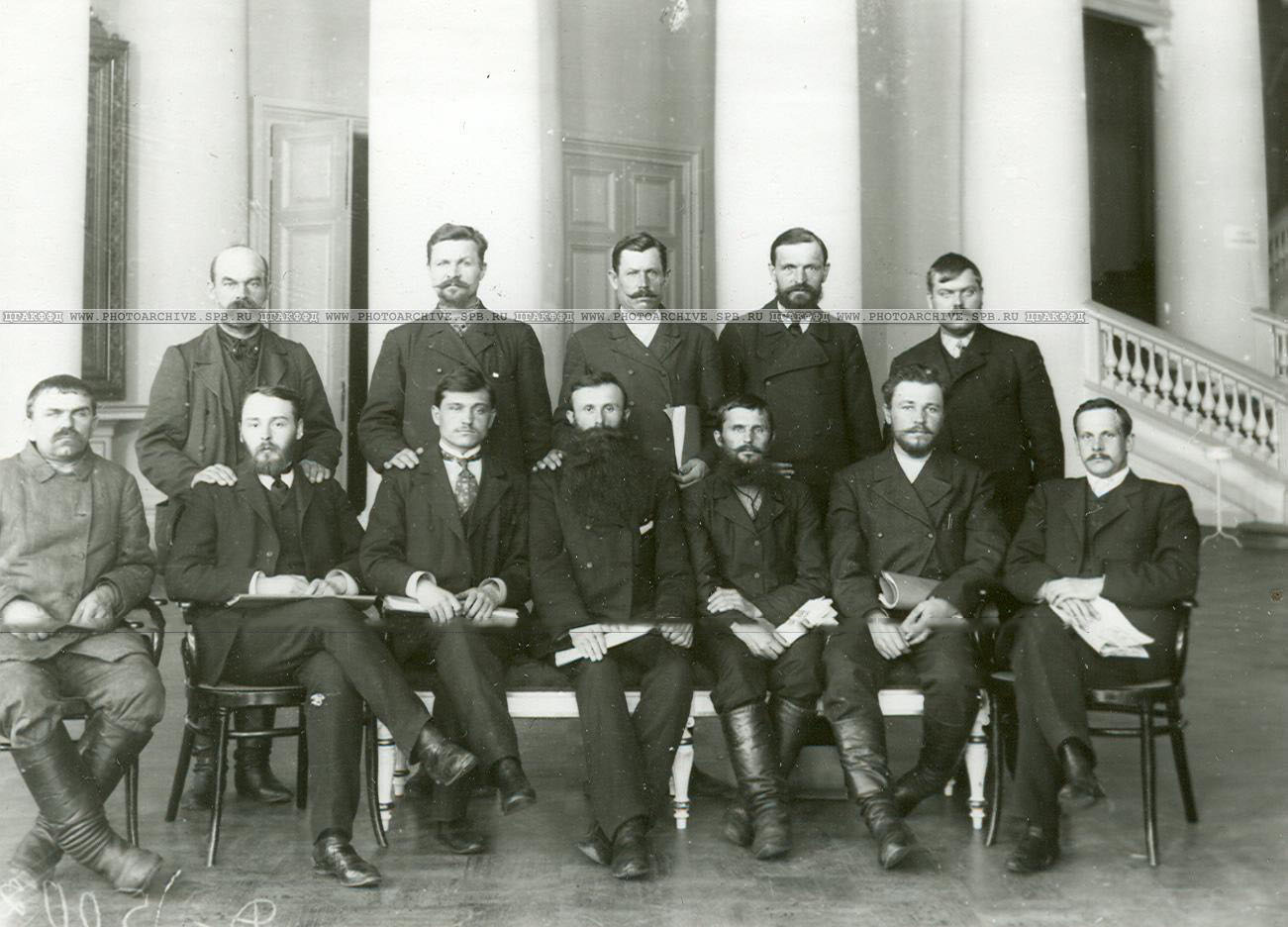
Депутаты 2-й Государственной думы от Киевской губернии. Стоят: Нечитайло С. В., Маляренко К. Е., Военный М. Ф., Михайлюк И. А., Снигирь П. Ф.; сидят: Чеповенко З. Я., Кириенко И. И., Вовчинский М. Н., Гуменко И. А., Сахно В. Г., Краселюк И. Н., Фёдоров Г. Г.

По национальности украинец («малоросс»). Отец служил поваром. Крестьянин из местечка Дедовщина Сквирского уезда Киевской губернии. Окончил 1 класс церковно-приходской школы. По специальности каменщик. Служил в армии. Состоял в Российской социал-демократической рабочей партии, в её меньшевистской фракции. Занимался земледелием на полутора десятинах земли.
6 февраля 1907 избран во Государственную думу II созыва от общего состава выборщиков Киевского губернского избирательного собрания. В Думе вначале оставался беспартийным, позднее вошёл в состав Социал-демократической фракции.  Состоял в думской комиссии по народному образованию. Участвовал в прениях по аграрному вопросу.
После роспуска Второй Государственной Думы был привлечён к уголовной ответственности по делу Социал-демократической фракции. На процессе В. Г. Сахно отрицал, что состоял в этой фракции, и был судом оправдан.
Дальнейшая судьба и дата смерти неизвестны.

### Рекомендуемые источники
- Российский государственный исторический архив. Фонд 1278. Опись 1 (2-й созыв). Дело 382; Дело 603. Лист 17.